# André Bellessort
André Bellessort (Marsiglia, 19 marzo 1866 – Parigi, 22 gennaio 1942) è stato un poeta, saggista e insegnante francese.

## Biografia
Poeta, critico e saggista, sulla base dei suoi viaggi (America Meridionale, Estremo Oriente e Paesi scandinavi) scrisse vari resoconti in forma di racconto; tra questi: Les journées et les nuits japonaises, in cui raccolse una serie di impressioni di un suo lungo viaggio in Giappone; un Giappone che appare «immensamente differente e lontano da tutto 
ciò che sa d'europeo», con i suoi «paesaggi fatati, i suoi mille templi, i suoi quartieri allegri, la sua cortesia feudale, antiquata, aristocratica, con tutto il suo colorito esotico».
Nel 1934 pubblicò in due volumi, per Gallimard, l'edizione critica dei Carnets di Joubert.
Dedicò molti scritti all'opera di Virgilio, realizzando anche una traduzione in prosa dell'Eneide.
Fu membro, oltre che segretario perpetuo, dell'Académie française e segretario generale della Revue des Deux Mondes. Politicamente fu vicino all'Action française.
In Italia, Eugenio Montale recensì il suo Le crépuscule d'Elseneu sulla rivista Il Convegno.

Fu insegnante di latino, al liceo, di Robert Brasillach, che lo rievocò con affetto nel primo capitolo di Notre avant-guerre: 

## Opere
- Mythes et poèmes, roman, Lemerre, 1894
- Chanson du Sud, poésies, Lemerre, 1896
- Reine Cœur, poésies, Perrin, 1896
- La Jeune Amérique (Chili et Bolivie), Perrin, 1897
- En Escale (de Ceylan aux Philippines), Perrin, 1900, 1927
- La Société japonaise, Perrin, 1912
- La Suède, Perrin, 1912
- Saint François-Xavier, l'apôtre des Indes et du Japon, Perrin, 1917
- Virgile, son œuvre et son temps, Perrin, avant 1923
- Sur les grands chemins de la poésie classique, Perrin, avant 1923
- La Roumanie contemporaine, Perrin, avant 1923
- Études et figures, 1re série, Perrin, avant 1923
- Études et figures, 2e série, Perrin, avant 1923
- Un Français en Extrême-Orient au début de la guerre, Perrin, avant 1923
- Le Nouveau Japon, Perrin, avant 1923
- Les Journées et les nuits japonaises, Perrin, avant 1923
- Reflets de la vieille Amérique, collection A travers les pays et les livres, Perrin, 1923
- Balzac et son œuvre, Perrin, 1924
- Sainte-Beuve et le dix-neuvième siècle, Perrin, 1927
- Victor Hugo : essai sur son œuvre, Perrin, 1930
- L'Apôtre des Indes et du Japón. Saint François Xavier, Perrin, 1931
- Les Intellectuels et l'avènement de la Troisième République, Grasset, 1931
- La Société française sous Napoléon III, Perrin, 1932
- Athènes et son théâtre, 1934, 1954
- Essai sur Voltaire, Cours professé à la société des conférences, Perrin, 1938
- Sainte Bathilde Reine de France, Albin Michel, 1941
- XVIII et Romantisme, Fayard, 1941
- Le collège et le monde, Gallimard, 1941
- Parmi les âmes étrangères, Perrin, 1942
- Virgile, son œuvre et son temps, Perrin, 1943

### Opere tradotte in italiano
- Virgilio dopo la sua morte, traduzione di Elvira Rosa, Piacenza, Libreria Accademica Perrini e C.ie, 1930.